# 圣马丁康塔莱斯
圣马丹康塔莱斯（法語：Saint-Martin-Cantalès，法語發音：[sɛ̃ maʁtɛ̃ kɑ̃talɛs]）是法国康塔尔省的一个市镇，属于莫里亚克区。

## 地理
圣马丹康塔莱斯（45°5'32"N, 2°18'8"E）面积19.59 平方千米，位于法国奥弗涅-罗讷-阿尔卑斯大区康塔爾省，该省份为法国中南部省份，位于法國中央高原中心，北起科雷兹省、上盧瓦爾省和多姆山省，西接洛特省和科雷兹省，南至阿韦龙省和洛特省，东临上盧瓦爾省和洛泽尔省。
与圣马丹康塔莱斯接壤的市镇（或旧市镇、城区）包括：阿尔纳克、普洛、圣西尔格德马尔贝、圣伊利德、贝斯。
圣马丹康塔莱斯的时区为UTC+01:00、UTC+02:00（夏令时）。

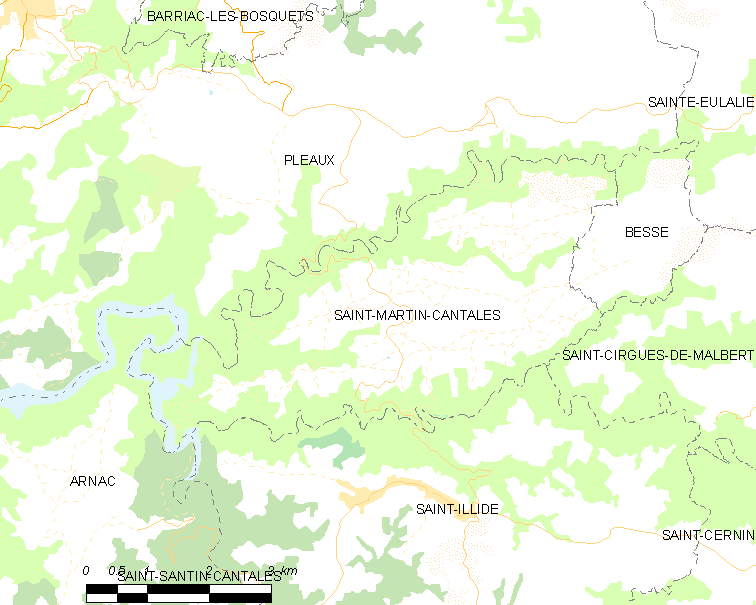
圣马丹康塔莱斯的OSM定位图

## 行政
圣马丹康塔莱斯的邮政编码为15140，INSEE市镇编码为15200。

## 政治
圣马丹康塔莱斯所属的省级选区为莫里亚克县。

## 人口

1962-2008年间圣马丹康塔莱斯人口变化图示

圣马丹康塔莱斯于2022年1月1日时的人口数量为154人。